# Ломоносовський сільський округ (Мендикаринський район)
Ломоно́совський сільський округ (каз. Ломоносов ауылдық округі, рос. Ломоносовский сельский округ) — адміністративна одиниця у складі Мендикаринського району Костанайської області Казахстану. Адміністративний центр — село Каскат.
Населення — 919 осіб (2021; 2627 у 2009, 3180 у 1999, 3667 у 1989).
Станом на 1989 рік існувала Ломоносовська сільська рада (села Каскат, Лютинка, Уразовка, селище Карамай), селище Каражар перебувало у складі Каракогинської сільської ради, селища Коктерек та Шиєлі — у складі Каменськуральської сільської ради. У період 1999—2009 років до складу округу включено село Каражар Каракогинського сільського округу, села Коктерек та Шиєлі Каменськуральського сільського округу. Село Уразовка ліквідовано 2009 року, село Лютинка — 2012 року, село Каражар — 2017 року.

## Склад
До складу округу входять такі населені пункти:
| Населений пункт | Старі назви | Населення, осіб (1989) | Населення, осіб (1999) | Населення, осіб (2009) | Населення, осіб (2021) |
| --------------- | ----------- | ---------------------- | ---------------------- | ---------------------- | ---------------------- |
| Каскат, село    | -           | 1944                   | 1554                   | 1468                   | 605                    |
| --Лютинка, село | -           | 305                    | 198                    | 66                     | 1                      |
| Каражар, село   | -           | 359                    | 391                    | 371                    | -                      |
| Карамай, село   | -           | 364                    | 321                    | 107                    | 37                     |
| Коктерек, село  | -           | 326                    | 359                    | 402                    | 187                    |
| Уразовка, село  | -           | 134                    | 118                    | -                      | -                      |
| Шиєлі, село     | -           | 235                    | 239                    | 213                    | 89                     |